# Oposiciones patrióticas
Se conoce como Oposiciones patrióticas a las primeras oposiciones a cátedras universitarias tras la Guerra Civil Española, a partir de abril de 1940 en que se sanciona un decreto para cubrir las vacantes originadas por la depuración en los cuerpos de funcionarios. 
El curso 1939-1940 estuvo marcado por la provisionalidad. Se trataba de poner a funcionar la universidad como fuera. En sentido estricto, el calificativo patrióticas deberían recibirlo sólo los concursos celebrados para la provisión de cátedras vacantes, pues para resolverlos se tenía en cuenta no sólo los méritos académicos de los aspirantes sino «además los servicios que hubieren prestado o presten al Nuevo Estado».
Los reglamentos de oposiciones a cátedra establecían desde antiguo, unos pasos bien definidos: 1º) la convocatoria de la plaza a cubrir, señalando el turno a que corresponde: traslado, entre auxiliares o libre entre doctores. 2°) el nombramiento del tribunal, el presidente y cuatro vocales; así como los suplentes. 3") la firma de los aspirantes, acompañada de la documentación exigida. 4°) En la fecha de presentación señalada por el tribunal, se daba comienzo al primer ejercicio, al que seguían los otros cinco. 5º) Al final, el tribunal vota y propone el ganador al ministerio.
El decreto de 13 de julio de 1940 autorizaba al ministro Ibáñez Martín para designar sin más al presidente y los vocales del tribunal. El presidente era escogido entre vocales del patronato e investigadores del CSIC, miembros del Instituto de España o académicos (art. 1º). Los vocales serían catedráticos de universidad, al menos tres, o de patronatos mencionados en el artículo anterior, así como reputados especialistas en la materia de la cátedra a proveer, con títulos suficientes (art. 2º). El proceso estaba controlado tanto por el ministro como por el Consejo Superior de Investigaciones Científicas.
En estas oposiciones, que cubren numerosas bajas de profesores republicanos exiliados o depurados, se tendrán en cuenta los méritos de guerra y la adhesión a Falange o el Movimiento Nacional. Contaban más los méritos políticos y militares, la adscripción al nuevo régimen, que la obra científica.